# 비포 미드나잇
비포 미드나잇(Before Midnight)은 2013년 공개된 미국의 로맨스 드라마 영화이다. 리처드 링클레이터 감독의 비포 시리즈 영화 중 세 번째 작품이다. 공간적 배경은 그리스이며, 시간적 배경은 전작인
《비포 선셋》내 시간에서 9년이 흐른 후이다.

## 출연

### 주연
- 에단 호크
- 줄리 델피
- 샤뮤스 데이비 핏츠패트릭

### 조연
- 파노스 코로니스
- 아디너 레이첼 창가리
- 월터 래샐리
- 세니아 칼로예로풀로
- 야니스 파파도폴로스
- 아리안 라베드